# Sophie Christiansen
Sophie Margaret Christiansen (née le 14 novembre 1987 à Ascot (Berkshire)) est une cavalière britannique de dressage handisport, participante à quatre Jeux paralympiques successifs.

## Biographie
Christiansen naît deux mois prématurément avec une infirmité motrice cérébrale et souffre d'autres problèmes de santé, y compris l'ictère, l'empoisonnement du sang, une crise cardiaque et un poumon effondré. À six ans, elle commence à faire de l'équitation en tant que forme de physiothérapie dans le groupe local de Riding for the Disabled Association (RDA). Elle fait ses études à la Charters School de Sunningdale puis en 2006 en vue d'une maîtrise en mathématiques au Royal Holloway (université de Londres).
Elle participe d'abord aux Jeux paralympiques à l'âge de 16 ans et était la plus jeune athlète de la Grande-Bretagne aux Jeux paralympiques d'été de 2004 à Athènes. Elle dispute à la fois les reprises libre et imposée de niveau I. Dans l'épreuve libre, Christiansen est quatrième. Elle remporte la médaille de bronze du classement général individuel.
À la suite de son succès à Athènes, Christiansen est sélectionnée pour faire partie de l'équipe britannique aux Championnats d'Europe 2005 en Hongrie où elle remporte trois médailles d'or. Aux Championnats du monde de 2007, elle remporte une médaille d'or en dressage libre et une médaille de bronze en épreuve individuelle de dressage.
Elle est de nouveau présente avec la Grande-Bretagne aux Jeux paralympiques d'été de 2008. Les épreuves équestres n'ont pas lieu dans la ville hôte de Pékin, mais au Centre équestre olympique de Hong Kong. Elle participe de nouveau aux épreuves de reprise libre et de classement général individuel, mais fait également partie du quatuor britannique du dressage par équipe. Sur son cheval Lambrusco, elle remporte une médaille d'or individuelle en reprise libre et une médaille d'argent au classement général individuel. L'équipe composée de Christiansen, Lee Pearson, Anne Dunham et Simon Laurens remporte sa deuxième médaille d'or paralympique.
Christiansen est nommée membre de l'ordre de l'Empire britannique (MBE) lors des distinctions honorifiques du nouvel an 2009 pour les services rendus aux personnes handicapées. Elle est titulaire d'une maîtrise en mathématiques du Royal Holloway College de l'Université de Londres.
Elle gagne une nouvelle fois aux Jeux paralympiques d'été de 2012 à Londres. Sophie remporte l'or de la reprise libre avec un score de 84,75 sur son cheval Janeiro 6 terminant 5,75 points devant son plus proche rival. Elle est la première triple médaillée d'or de la Grande-Bretagne aux Jeux paralympiques.
Elle est nommée officier de l'Ordre de l'Empire britannique (OBE) à l'occasion du nouvel an 2013 pour les services à l'équitation.
Christiansen travaille également en tant que développeur de logiciels dans le département technologique de la banque d'investissement Goldman Sachs. Elle déclare au Times que travailler deux jours par semaine avait contribué à « réduire l'intensité » de la compétition à un niveau élevé dans le sport.
En 2016, elle remporte trois médailles d'or aux Jeux paralympiques d'été de 2016 à Rio de Janeiro. Elle est nommée commandeur de l'Ordre de l'Empire britannique (CBE) lors des honneurs du nouvel an 2017 pour ses services à l'équitation handisport.